# 레 순종
레 순종(베트남어: Lê Thuần Tông / 黎純宗, 1699년 3월 16일(음력 2월 15일) ~ 1735년 6월 5일(음력 윤 4월 15일))은 대월 후 레 왕조의 제25대 황제이다. 성명은 레 주이 뜨엉(베트남어: Lê Duy Tường / 黎維祥 여유상)이며, 다른 이름은 레 주이 호(베트남어: Lê Duy Hỗ / 黎維祜 여유호)가 있다. 절일은 창부성절(昌符聖節)이다.

## 생애
1699년 2월, 유종의 서장자로 태어났다.
1732년 8월, 황제 레 주이 프엉(베트남어: Lê Duy Phường / 黎維祊 여유팽)이 위남왕(威南王) 찐장(베트남어: Trịnh Giang / 鄭杠 정강)의해 폐위 되자, 찐장의 의해 황제로 즉위하였다.
1735년 윤 4월, 황제 순종이 승하하였다.

## 가계

### 후비
- 유신황태후(Nhu Thận Hoàng thái hậu/柔愼皇太后) 다오 티 응옥리에우(Đào Thị Ngọc Liễu/陶氏玉柳/도씨옥류) (? ~ 1775년)

### 황자
1. 황자(皇子) 레 주이 지에우(Lê Duy Diêu/黎維祧/여유조) - 유신황태후 소생. 제27대 황제 현종(顯宗).

## 기년
| 순종        | 원년            | 2년        | 3년        | 4년        |
| ----------- | --------------- | ---------- | ---------- | ---------- |
| 서력 (西曆) | 1732년          | 1733년     | 1734년     | 1735년     |
| 간지 (干支) | 임자(壬子)      | 계축(癸丑) | 갑인(甲寅) | 을묘(乙卯) |
| 연호 (年號) | 용덕(龍德) 원년 | 2년        | 3년        | 4년        |